# بابلو ألاركون
بابلو ألاركون (بالإسبانية: Pablo Alarcón) هو ممثل أرجنتيني، ولد في 9 سبتمبر 1946 في Pellegrini, Buenos Aires ‏ في الأرجنتين.

## وصلات خارجية
- بابلو ألاركون على موقع IMDb (الإنجليزية)
- بابلو ألاركون على موقع أول موفي (الإنجليزية)
- بابلو ألاركون على موقع قاعدة بيانات الفيلم (الإنجليزية)